# Platycnemis oedipus
Platycnemis oedipus är en trollsländeart som först beskrevs av Karl Eichwald 1829.  Platycnemis oedipus ingår i släktet Platycnemis och familjen flodflicksländor. Inga underarter finns listade i Catalogue of Life.